# Bridget Jones : L'Âge de raison (roman)
Pour les articles homonymes, voir Âge de raison.
Cet article concerne le livre. Pour le film, voir Bridget Jones : L'Âge de raison.
Bridget Jones : L'Âge de raison (titre original : Bridget Jones: The Edge of Reason) est un roman d’Helen Fielding paru en 1999.

## Parallèles et comparaisons
De nombreux parallèles peuvent être faits entre ce roman et Persuasion de Jane Austen. Helen Fielding reconnait d'ailleurs qu'elle s'en est librement inspirée, comme elle l'a écrit dans le Daily Telegraph du 20 novembre 1999 : « J'ai emprunté un peu de Persuasion pour ce livre aussi, il y a un personnage Benwick et la persuasion est l'un des thèmes ; Anne Wentworth a été convaincue de sortir d'une relation par ses aînés. Bridget a été convaincue de sortir d'une relation par, de façon assez ironique, un trop grand nombre de manuels visant à l'amélioration des relations. » (« I borrowed quite a bit from Persuasion for this book too, there’s a Benwick character and persuasion is one of the themes; Anne Wentworth was persuaded out of a relationship by her elders.  Bridget is persuaded out of a relationship by—ironically enough—too many self-help books about how to improve your relations »).

## Autour du roman
La suite du roman, Bridget Jones : Folle de lui a été publiée en 2013.
En 2001, l'adaptation cinématographique a été un succès international. La suite, Bridget Jones : L'Âge de raison, a suivi en 2004.
Tracie Bennett a remporté le prix Audie de la meilleure actrice de comédie pour ses narrations des deux livres audios.